# Muzikant (film)
Muzikant je češkoslovaški črno-beli dramski film iz leta 1948, ki ga je režiral František Čap in zanj napisal tudi scenarij skupaj z Josefom Trojanom. Temelji na istoimenskem romanu Josefa Štefana Kubína, v glavnih vlogah nastopajo Ludmila Vostrcilová, František Miška in František Hanus. Zgodba prikazuje glasbenika in brata Tóni (Miška) in Franto (Hanus). Tóna se po nesporazumu glede Baruške (Vostrcilová) odpove glasbi ter se iz vedrega človeka spremeni v žalostnega.
Primerno je bil prikazan 21. maja 1948 v čeških kinematografih. Čap je zanj prejel češko državno nagrado za filmsko režijo.

## Vloge
- Ludmila Vostrcilová kot Baruška
- František Miška kot Tóna Juchek
- František Hanus kot Franta Jirman
- Pavla Vrbenská kot Růža Zábranská
- Hana Cermakova kot ženska v pralnici
- Alois Dvorský kot Makovec
- Karel Effa kot glasbenik
- Eman Fiala kot Nyklicek
- Jindrich Fiala kot glasbenik
- Antonín Fric kot A kmet
- Ladislav Hajek kot Petr
- Dana Medřická kot Fanka
- Bozena Helclova kot ženska
- Jindra Hermanová kot kmetica